# Бенедикт Хмельовський

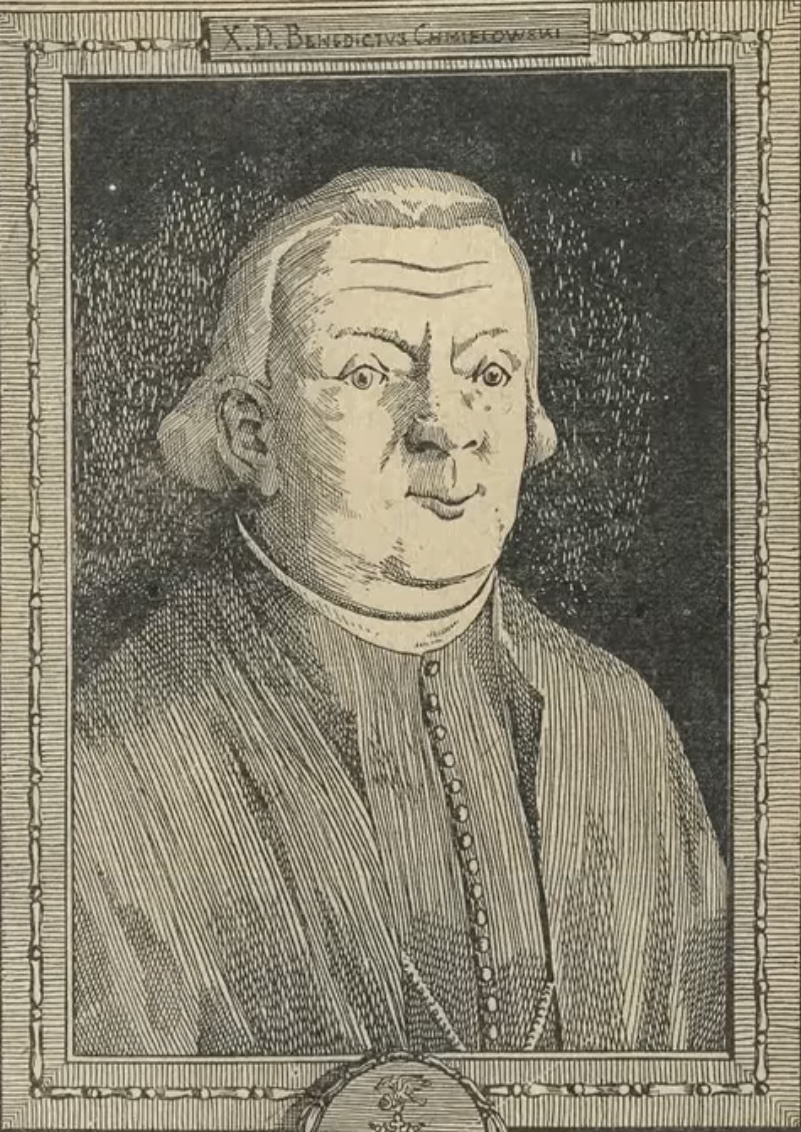
Зображення Хмельовського із «Nowe Ateny»

Бенедикт Іоахім Хмельовський (пол. Benedykt Joachim Chmielowski), 1700–1763) — польський священик, який написав «Nowe Ateny» — першу енциклопедію польською мовою. Вона була вперше опублікована в 1745-46 роках; друге видання було доповнене в період між 1754 і 1764 роками.

## Біографія
Хмельовський, найімовірніше, народився в Луцьку, у східній Волинській губернії Речі Посполитої, в 1700 році. Він навчався в єзуїтських школах у Львові з 1715 по 1722 рік, коли його прийняли до римо-католицької семінарії міста. Після цього, як молодий священик, він був призначений вихователем Дмитра Яблоновського з впливової родини Яблоновських. Завдяки цим зв'язкам він незабаром, у 1725 році, придбав духовенство у Фірлейові поблизу Рогатина. Десь до 1743 року він став прелатом львівського архієпископа Миколая Герарда Вижицького. У 1750-х роках він став парохом у Подкамені (на території сучасної Західної України) та деканом у Рогатині. З 1761 року він також був каноніком Києва. Майже все своє життя він прожив у духовному будинку у Фірлейові та присвятив себе написанню та редагуванню «Нових Афін». Помер у Фірлейові в 1763 році.
Він відомий як автор першої польськомовної енциклопедії «Nowe Ateny», опублікованої у Львові в 1745-1746 роках і знову в 1754-1756 роках. Зрештою було опубліковано чотири томи енциклопедії. Хмельовський також є автором популярної молитви «Bieg roku całego» (1728), надрукованої в XVIII і XIX століттях. Він також уклав і видав збірник гербів (Zbiór krótki herbów polskich, oraz wsławionych cnotą i naukami Polaków, 1763) і є автором релігійного роману (Ucieczka przez świętych do Boga, 1730).
За словами Войцеха Пашинського, багато попередніх тверджень про біографію Хмельовського необхідно переглянути, включаючи місце його народження і герб. Пашинський стверджує, що немає достатніх доказів того, що він народився в Луцьку — він міг бути родом з іншого місця в римо-католицькій єпархії Луцька. Пашинський також зазначає, що помилково приписувати Хмілевському герб Наленч; він використовував Ястшембець.

## Художнє зображення
Художній образ Хмелевського з'являється як персонаж у романі «Книги Якова» польської письменниці Ольги Токарчук, лауреата Нобелівської премії.

## Виноски
1. ↑  нині Липівка